# Masami Ihara
Pour les articles homonymes, voir Ihara.
Masami Ihara (井原 正巳, Ihara Masami) est un joueur de football japonais né le 18 septembre 1967 à Minakuchi devenu entraîneur. 
Ce défenseur qui a longtemps été le capitaine de l'équipe du Japon est aujourd'hui le joueur le plus sélectionné pour son pays avec 122 matches pour 5 buts.

## Honneurs et distinctions
- Footballeur asiatique de l'année : 1995
- J-League Équipe de l'année : 1993, 1994, 1995, 1996 et 1997

## Résultats en sélection
- Vainqueur de la Coupe d'Asie des nations de football 1992
- Vainqueur de la Dynasty Cup en 1992 et 1995